# Pariwhakaoho (fleuve)
Le fleuve Pariwhakaoho  (en anglais : Pariwhakaoho River) est un cours d’eau de la région  Tasman dans l’Île du Sud de la Nouvelle-Zélande.

## Géographie
Il s’écoule vers le nord-est à partir de sa source dans le Parc national de Kahurangi pour atteindre la Golden Bay à 10 kilomètres au nord-ouest de la ville de Takaka.